# Bupleurum andhricum
Bupleurum andhricum là một loài thực vật có hoa trong họ Hoa tán. Loài này được M.P.Nayar & R.N.Banerjee mô tả khoa học đầu tiên năm 1970.